# Spór terytorialny
Spór terytorialny – rodzaj sporu międzynarodowego, zazwyczaj pomiędzy dwoma państwami, który toczy się o terytorium, najczęściej enklawę. Istotą sporu terytorialnego jest kwestionowanie tytułu prawnomiędzynarodowego drugiego państwa do zajmowania określonego terytorium i dążenie do zmiany status quo, czasem także przy użyciu środków naruszających prawo międzynarodowe. Spór nierozwiązany na drodze dyplomatycznej może stać się zarzewiem wojny.
Sporem o podobnym, ale łagodniejszym charakterze jest spór graniczny. Państwa nie kwestionują w nim swojego prawa do zajmowania danego terytorium, a jedynie odmiennie interpretują postanowienia umowne dotyczące przebiegu linii granicznej.

## Przykładowe spory terytorialne
- Świńska wojna o wyspę San Juan, pomiędzy USA a Wielką Brytanią;
- Spór o Kaszmir pomiędzy Indiami a Pakistanem;
- Wojna o Falklandy pomiędzy Argentyną a Wielką Brytanią;
- Spór o Palestynę pomiędzy Izraelem, Egiptem, Jordanią i Palestyną;
- Spór o Wyspy Kurylskie pomiędzy Japonią i Rosją;
- Spór o Chuzestan pomiędzy Irakiem a Iranem;
- Spór o Kłajpedę pomiędzy Litwą i Niemcami;
- Spór o Epir Północny pomiędzy Grecją i Albanią;
- Konflikt o Górski Karabach pomiędzy Armenią a Azerbejdżanem;
- Spór o Saharę Zachodnią pomiędzy Marokiem, Mauretanią i Hiszpanią;
- Kryzys krymski – pomiędzy Ukrainą i Rosją